# D–27

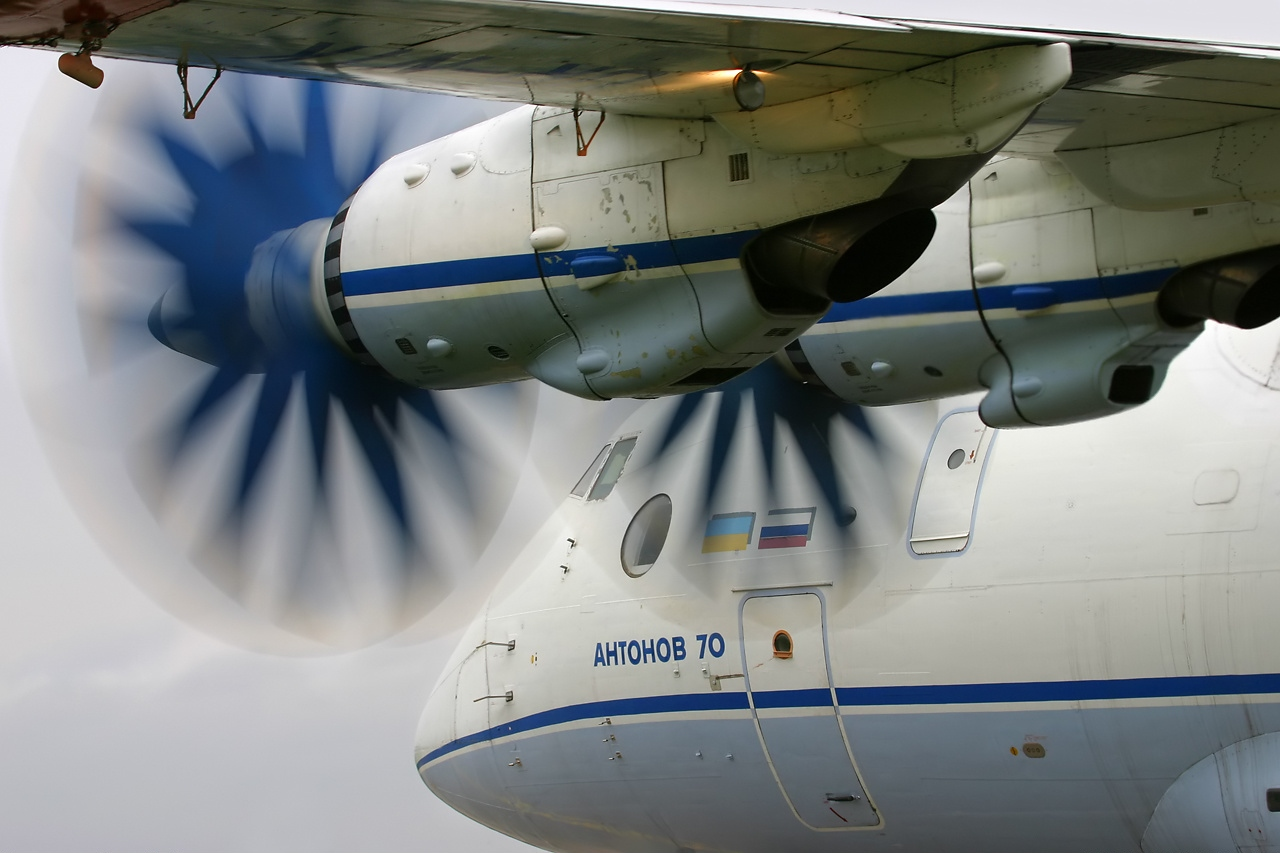
Az An–70-es repülőgép D–27 hajtóművekkel

A D–27 (cirill betűkkel: Д–27) ukrán légcsavar-ventilátoros gázturbinás hajtómű, melyet a zaporizzsjai Ivcsenko-Prohresz tervezőiroda fejlesztett ki és a Motor Szics vállalat gyárt. A D–36-os turbóventilátoros gázturbinás sugárhajtómű gázgenerátorán alapul. Napjainkban az egyetlen sorozatban gyártott és üzembe állított légcsavar-ventilátoros hajtómű.

## Története
A zaporizzsjai Prohresz tervezőiroda az 1970-es évek végén kezdte el egy légcsavar-ventilátoros gázturbinás hajtómű kifejlesztését. Ehhez a D–36-os turbóventilátoros hajtómű gázgenerátorát vették alapul. A D–236T jelzésű kísérleti hajtómű célja a konstrukciós megoldások tesztelése, a légcsavar-ventilátoros hajtómű koncepciójának a vizsgálata volt. A hajtóműhöz az SZV–36 típusú légcsavar-ventilátort az orosz NPP Aeroszila cég készítette. A D–236T hajtóművet kezdetben egy Il–76-os gépen tesztelték, majd 1987-től egy átalakított Jak–42-esen is kipróbálták.
A D–236T-vel szerzett tapasztalatok alapján a Prohresz tervezőiroda az 1980-as évek közepén kezdte el a D–27 kifejlesztését, míg az NPP Aeroszila cég a hajtóműhöz szánt SZV–27 légcsavar-ventilátort tervezte.
A D–27-t alkalmazását többféle repülőgépen is tervezték. Ez lett volna a hajtóműve az 1990-es évek elején koncepció szintjén felmerült An–180-as közepes utasszállító repülőgépnek, valamint a tervezett Jak–44-es hajófedélzeti felderítő repülőgépnek. Az Antonov, a CAGI és a CIAM előzetes vizsgálatai alapján a D–27-est választották az An–70 teherszállító hajtóművének is.